# Linea 4 (metropolitana di Busan)

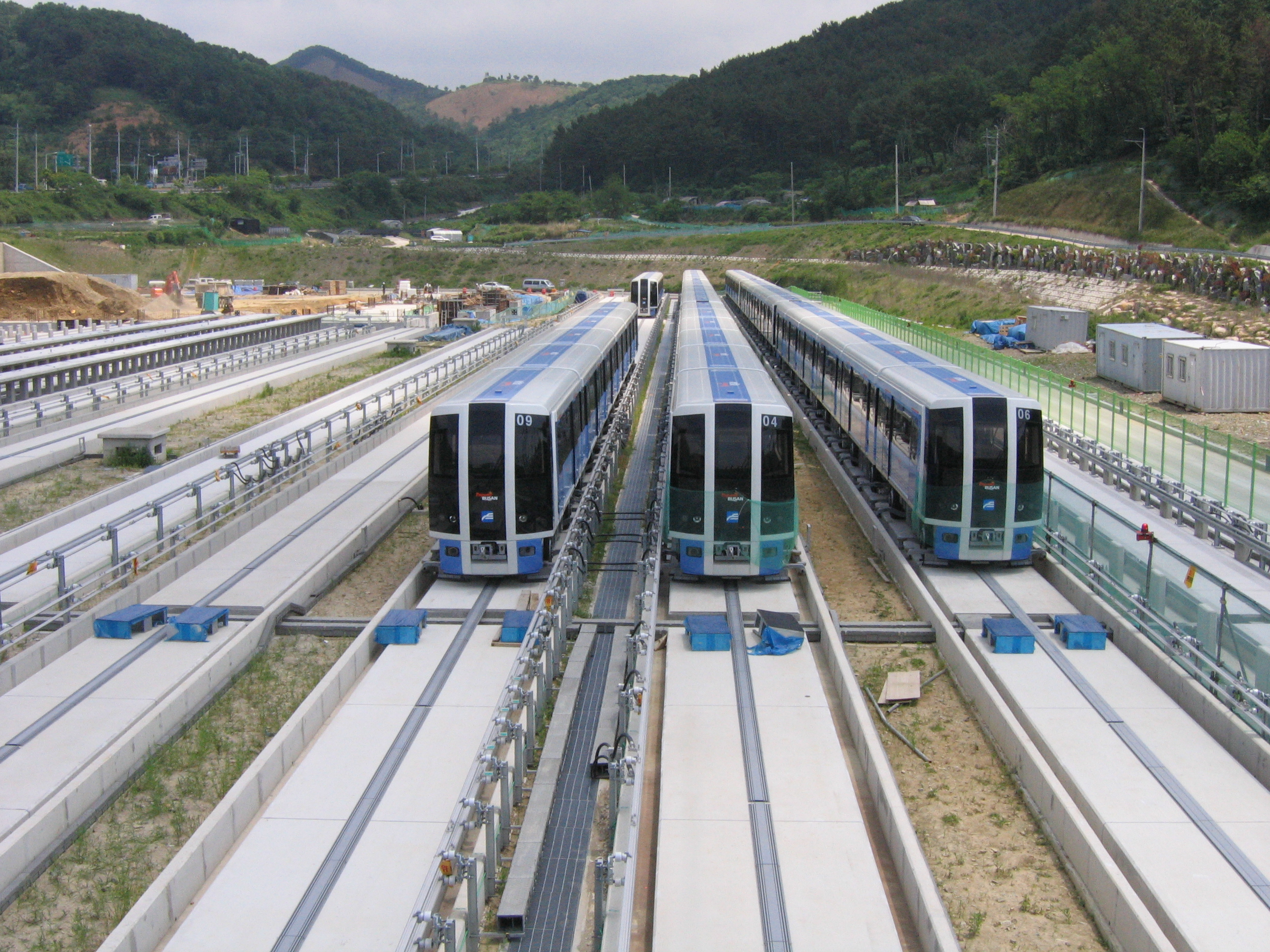
Treni della Linea 4

La Linea 4 della metropolitana di Busan è una linea di metropolitana inaugurata nel 2011, e ha un percorso che parte dal centro cittadino (Minam) e arriva a nord-est (Anpyeong) della città di Busan, in Corea del Sud. Il colore che identifica la linea è il blu chiaro. La linea 4 è la prima, della città di Busan, a essere realizzata con una tecnologia diversa rispetto alla classica rotaia di ferro, in quanto i treni viaggiano su una superficie in cemento con una guida magnetica al centro.

## Storia
Inizialmente la linea fu concepita come estensione della linea 3, ma durante la fase di progettazione il progetto è stato ampliato fino a diventare la linea 4.
L'apertura era prevista per il 2008 ma è stata ritardata di 3 anni perché durante i lavori di scavo dei tunnel sono emersi dei reperti risalenti all'epoca dei Tre regni di Corea e della Dinastia Joseon, questo ha causato una sospensione dei lavori che sono potuti riprendere solo dopo i necessari accorgimenti per impedire danni ai siti archeologici; alcuni dei reperti ritrovati durante i lavori sono stati esposti in un museo appositamente costruito nella stazione di Suan.
La linea è stata aperta il 30 marzo 2011, è lunga 12,7 km ed è servita da 14 stazioni (8 sotterranee, 1 sul suolo e 5 sopraelevate); il percorso lungo l'intera linea impiega circa 24 minuti.

## Stazioni
| Linea 4 (4호선) |                                                          |              |
| #               | Stazione Italiano, Hangŭl, Hanja                         | Collegamenti |
| 401             | Minam 미남 美南                                          | Linea 3      |
| 402             | Dongnae 동래 東萊                                        | Linea 1      |
| 403             | Suan 수안 壽安                                           |              |
| 404             | Nakmin 낙민 樂民                                         |              |
| 405             | Chungnyeolsa 충렬사 忠烈祠                               |              |
| 406             | Myeongjang 명장 鳴藏                                     |              |
| 407             | Seodong 서동 書洞                                        |              |
| 408             | Geumsa 금사 錦絲                                         |              |
| 409             | Banyeo Agricultural Market 반여농산물시장 盤如農産物市場 |              |
| 410             | Seokdae 석대 石坮                                        |              |
| 411             | Youngsan Univ. 영산대 靈山大                             |              |
| 412             | Dong-Busan College 동부산대학 東釜山大學                 |              |
| 413             | Gochon 고촌 古村                                         |              |
| 414             | Anpyeong 안평 安平                                       |              |